# Chen Daxiang
Det här är en artikel om en person med kinesiskt personnamn; Chen är familjenamnet.
Chen Daxiang (kinesiska: 陈大祥), född 27 januari 1996, är en kinesisk boxare.

## Karriär
Vid olympiska sommarspelen 2020 i Tokyo blev Chen utslagen i åttondelsfinalen i lätt tungvikt av brasilianske Keno Machado.